# Corps Saxonia Wien
Das Corps Saxonia Wien ist ein Corps (Studentenverbindung) im Kösener Senioren-Convents-Verband (KSCV), dem zweitältesten Dachverband deutscher Studentenverbindungen. Es ist pflichtschlagend und farbentragend. Das Corps vereint Studenten sowie ehemalige Studenten der Universität Wien und anderer Wiener Hochschulen. Entgegen allgemeiner Kösener Sitte nennen sich die Corpsmitglieder nicht Sachsen, sondern Saxen.

## Couleur und Wahlspruch
Die Farben der Saxonia sind blau-rot-gold (die Landesfarben von Siebenbürgen); die Farben der Füchse sind blau-rot. Dazu wird eine kornblumenblaue Mütze getragen.
Der Wahlspruch lautet Froh und frei!

## Geschichte

### Das erste Jahrhundert (bis 1950)
Das Corps Saxonia wurde am 15. Mai 1850 in Wien von Siebenbürger Sachsen als landsmannschaftliche Verbindung gegründet. Es ist die älteste noch bestehende Studentenverbindung auf österreichisch-ungarischem Boden. Seit 1866 ist Saxonia Corps, seit 1919 Mitglied im Kösener Senioren-Convents-Verband (KSCV).
Saxonia stellte die ersten Paukanten für Bestimmungsmensuren in Österreich, diese fanden 1862 mit dem inzwischen erloschenen Wiener Corps Herulia statt. Mit der Wiener Burschenschaft Silesia besteht seit 1863 das älteste österreichische Paukverhältnis. Das Corps Saxonia folgte 1894 dem Antisemitismus der deutschen Corps, ab diesem Jahr wurden keine Juden mehr als Mitglieder aufgenommen.
Nach der Annexion Österreichs im März 1938 beschloss Saxonia am 30. April 1938 die Selbstauflösung. Im Herbst 1938 gründeten Mitglieder des Corps Saxonia, des Corps Hilaritas und des Corps Alemannia die Wiener Altherrenschaft „Horst Wessel“ – benannt nach einem der Mitglieder des Corps Alemannia. Die Altherrschenschaft sah Studierende dem Kampf für Adolf Hitler und den Nationalsozialismus verpflichtet.

### Corps Hilaritas Wien
Das Corps Hilaritas Wien wurde 1881 als pennale Burschenschaft Libertas gegründet. Ein Zusammenhang mit der heute in Wien bestehenden Akademischen Burschenschaft Libertas besteht nicht. Noch im Jahr 1881 wandelten die Mitglieder die Verbindung in ein akademisches Corps um und änderten den Namen in Hilaritas (lateinisch „Frohsinn, Heiterkeit“). Vor seiner Aufnahme in den KSCV im Jahr 1934, war Hilaritas Mitglied im Waidhofener Verband (1910/11) und im Deutschen Senioren-Convent (1923/24). Das Corps Hilaritas wurde 1951 wiederbegründet, musste aber 1960 wegen Mitgliedermangels suspendieren und löste sich in der Folge 1961 selbst auf. Die Mitglieder der Hilaritas wurden am 24. Juni 1961 in das Corps Saxonia aufgenommen, das Freundschaftsverhältnis von Hilaritas mit dem Corps Danubia Graz wurde von Saxonia jedoch nicht fortgeführt.

### Saxonia nach 1950
Am 28. Januar 1950 erklärte Saxonia die von den Nationalsozialisten 1938 erzwungene Selbstauflösung für widerrufen. Ein Jahr später wurden erstmals nach dem Zweiten Weltkrieg wieder neue Mitglieder (Füchse) in das Corps aufgenommen. 2010/11 leitete Saxonia die Vorortgeschäfte des KSCV.

## Beziehungen zu Corps an anderen Universitäten
Saxonia steht im Kartell mit Teutonia Graz und Corps Athesia Innsbruck. Befreundet ist Saxonia mit Palatia München.

## Mitglieder
- Ekkehard Arendt (1892–1954), Schauspieler und Regisseur
- Friedrich Bacmeister (1840–1889), Soldat und Seefahrer
- Wolfgang Caspart (* 1946), Politikwissenschaftler
- Wilhelm Čermák (1856–1906), Professor für Augenheilkunde in Prag
- Georg Cufodontis (1896–1974), Professor für Botanik in Wien
- Theodor Filkeni († 1889), siebenbürgischer Abgeordneter zum Reichstag
- Julius Glax (1846–1922), Professor für Balneologie in Graz; Badearzt in Abbazia
- Georg Juffinger (1853–1913), Professor für Laryngologie in Innsbruck
- Jonél Kalinczuk Ritter v. Chominski (1856–1934), rumänischer Generalkonsul, Schriftsteller in Marienbad
- Herbert Koch (1882–1968), österreichischer Hochschullehrer
- Richard Cornelius Kukula (1862–1919), Professor für klassische Philologie in Graz
- Franz Lösel (1883–1951), Turbinenentwickler
- Josef Neuwirth (1855–1934), Professor für Kunstgeschichte in Wien, erster Rector Magnificus der TU Wien (1903)
- Alfred von Ressig (1865–1930), Verwaltungsbeamter
- Erwin Freiherr Roszner von Roseneck (1852–1928), 1903–1905 Gouverneur von Fiume, 1915–1917 ungarischer Minister
- Milan Savić (1845–1930), Schriftsteller und Übersetzer
- Friedrich Siebenrock (1853–1925), Zoologe in Wien
- Erwin Franz Freiherr von Sommaruga (1844–1897), Professor für Chemie in Wien
- Richard Ritter Strele von Bärwangen (1849–1919), Nestor der Studentenverbindungen in Czernowitz
- Karl Hans Strobl (1877–1946), Schriftsteller in Perchtoldsdorf
- Karl Wache (1887–1973), Bibliothekar und Schriftsteller
- Konrad Zerobin (1931–2013), Veterinärmediziner
- Hans von Zwiedineck-Südenhorst (1845–1906), Professor für Geschichte in Graz

## Literatur

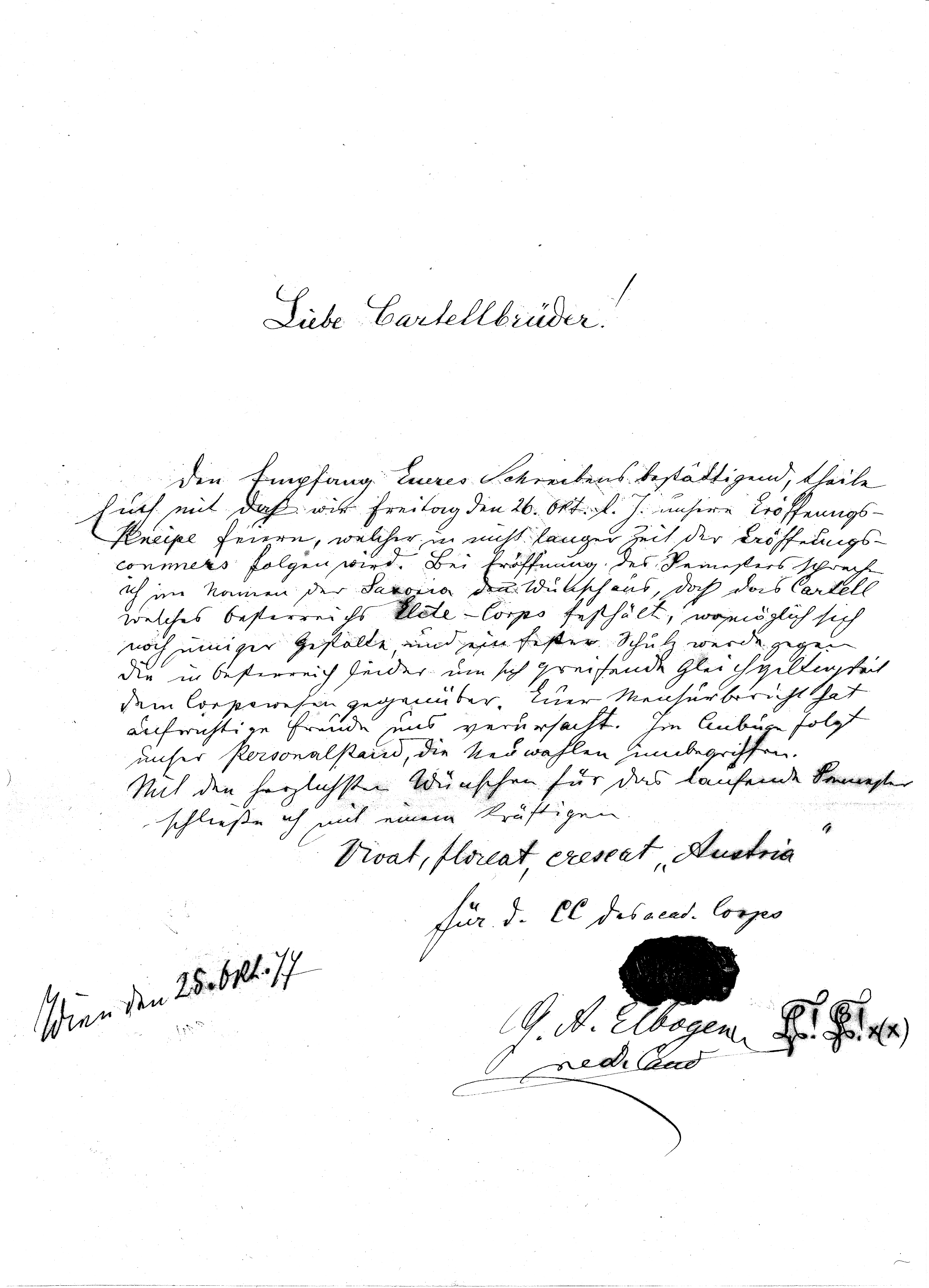
Brief der Saxonia an das damalige Kartellcorps Austria (1877)